# Wissarion (mesjasz)
Wissarion (ros. Виссарион, pol. „Dający Życie”), właściwie Siergiej Anatoljewicz Torop  (ros. Сергей Анатольевич Тороп) (ur. 14 stycznia 1961 w Krasnodarze) – rosyjski mistyk, założyciel i głowa Kościoła Ostatniego Testamentu.
Ogłosił się inkarnacją Jezusa i za takiego uważany jest przez wyznawców. Głosi weganizm, wiarę w reinkarnację oraz rychłe nastąpienie końca świata. Objawienia miał otrzymać w maju 1990 roku, a ogłosił je 18 sierpnia 1991 w Minusińsku. Jego nauki są swoistą mieszanką prawosławia i buddyzmu.
22 września 2020 rosyjskie służby podały informację o zatrzymaniu Siergieja Anatoljewicza Toropa pod zarzutem oszukiwania i gnębienia swoich wyznawców. 30 czerwca 2025 został skazany za swą działalność na 12 lat kolonii karnej. Uznano go winnym szkodzenia zdrowiu i finansom swoich wyznawców. Ponadto sąd zobowiązał go do zapłaty 40 mln rubli tytułem zadośćuczynienia za „szkody moralne” wyrządzone jego ofiarom.